# 迪埃尔讷
迪埃尔讷（法語：Duerne，法語發音：[dɥɛʁn]）是法国罗讷省的一个市镇，属于里昂区。

## 地理
迪埃尔讷（45°41'4"N, 4°31'39"E）面积11.41 平方千米，位于法国奥弗涅-罗讷-阿尔卑斯大区罗讷省，该省份为法国中东部省份，北起顺时针与索恩-卢瓦尔省、安省、里昂大都会、伊泽尔省和卢瓦尔省接壤。
与迪埃尔讷接壤的市镇（或旧市镇、城区）包括：蒙罗芒、圣热尼拉让蒂耶尔、阿韦兹、夸斯河畔拉沙佩勒。

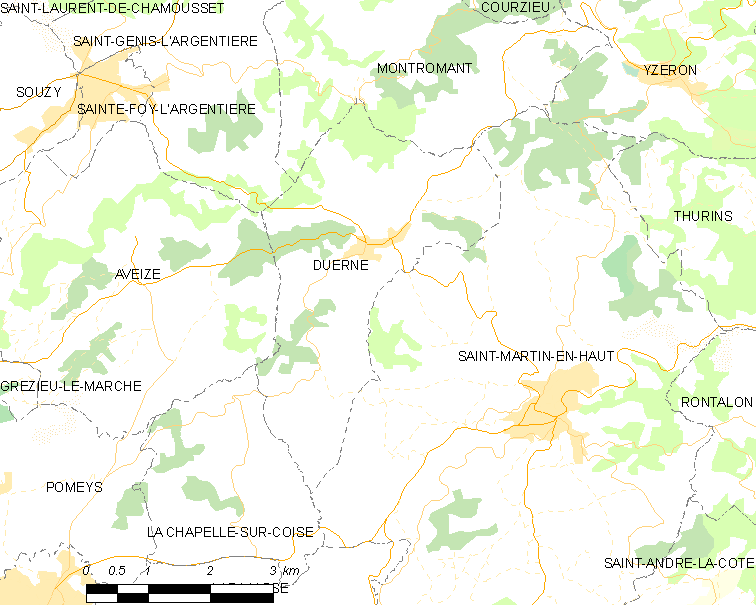
迪埃尔讷的OSM定位图

迪埃尔讷的时区为UTC+01:00、UTC+02:00（夏令时）。

## 行政
迪埃尔讷的邮政编码为69850，INSEE市镇编码为69078。

## 政治
迪埃尔讷所属的省级选区为沃涅赖县。

## 人口

1962-2008年间迪埃尔讷人口变化图示

迪埃尔讷于2022年1月1日时的人口数量为842人。